# Haut conseil des collectivités autonomes et des chefferies traditionnelles
Le Haut conseil des collectivités autonomes et des chefferies traditionnelles (HCCACT) est un organe consultatif tchadien qui a pour mission de faire des observations, des propositions sur la politique de décentralisation, d'aménagement du territoire et surtout les questions des chefferies traditionnelles. Il est créé lors du Forum national tenu en mars 2018 et composé des 51 hauts-conseillers désignés par le décret no 1805 du 21 novembre 2018.